# Allmänna skyddsrum i Stockholm

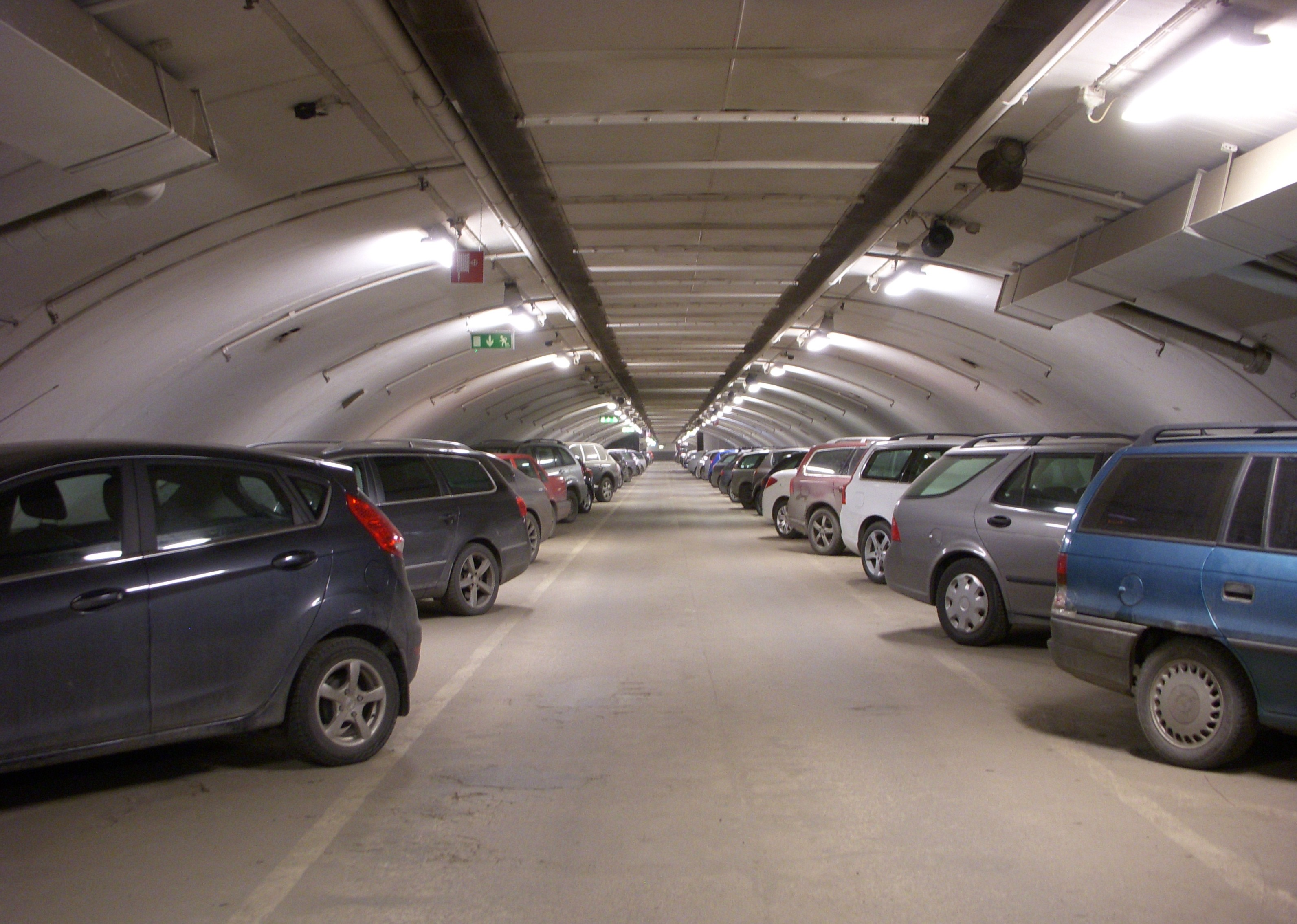
Katarinabergets skyddsrum (här plan 3) var på sin tid världens största atombombssäkra befolkningsskyddsrum för 20 000 personer.

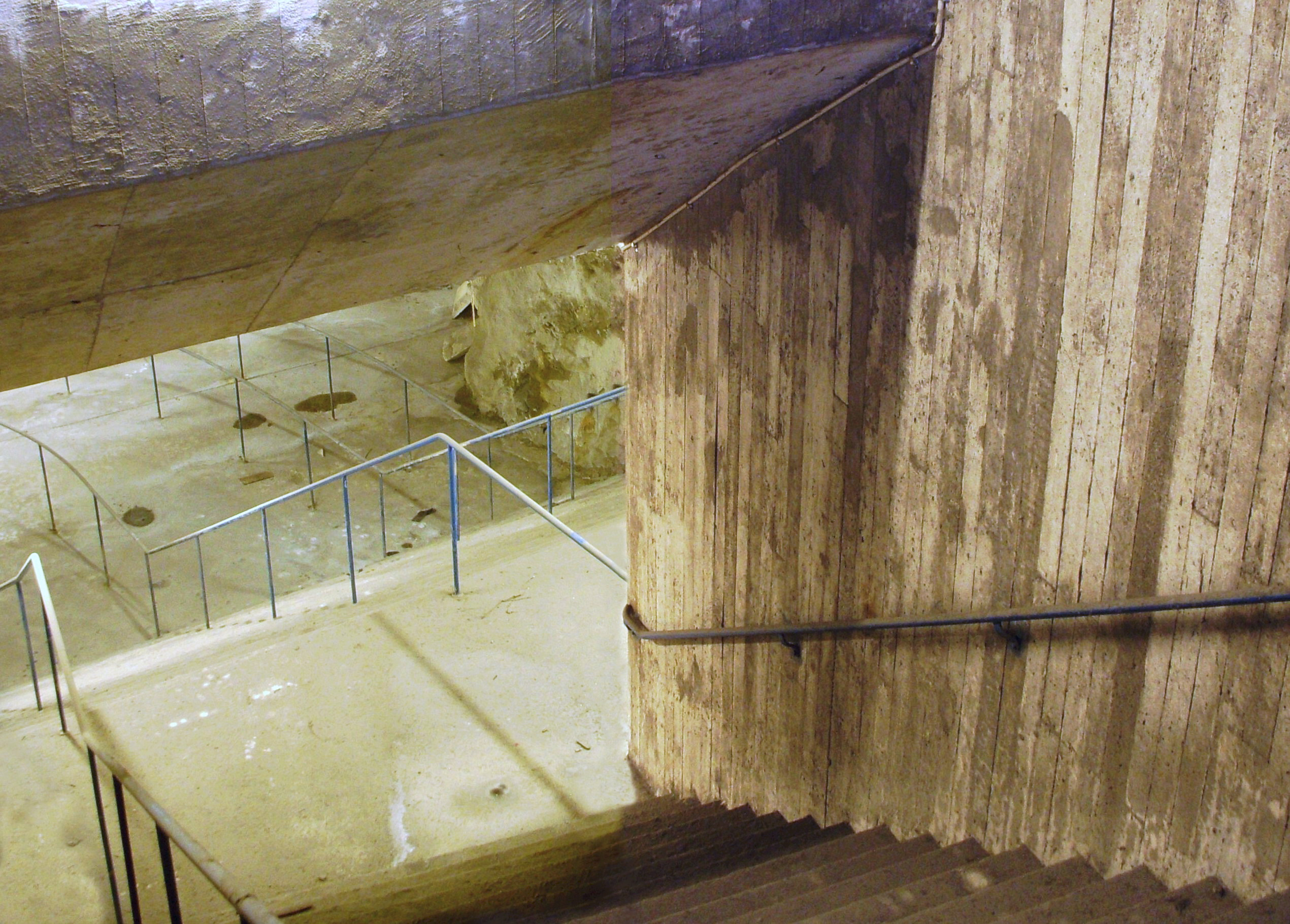
Avstängd inrymningstrappa från Kammakargatan till Skyddsrummet Johannes. Skyddsrummet Johannes (klart 1955) var världens första fullt färdiga atombombssäkra civila skyddsrum.

Allmänna skyddsrum för civilbefolkningen i Stockholm började anläggas i samband med inledningen av andra världskriget 1939. Då påbörjades byggandet av ett 15-tal skyddsrum insprängda i urberget. Samtidigt ålade överståthållarämbetet i Stockholm privata fastighetsägare att göra upp planer för skyddsrum i hyreshusen, ofta rörde det sig om enkla förstärkningar av befintliga källare. I luftskyddskonceptet ingick även evakuering av gamla, sjuka och skolbarn i viss ålder till en säker plats utanför Stockholm.
Efter andra världskrigets slut fortsatte den svenska regeringen att hålla hög beredskap för civilbefolkningens luftskydd. Ett anfall med kärnvapen utgjorde ett nytt hot och tvingade fram nya planeringsstrategier. Dels skulle stadens invånare evakueras, dels skulle de kvarvarande finna skydd i några stora befolkningsskyddsrum. Skyddsrummet Johannes (klart 1955) var världens första fullt färdiga atombombssäkra civila skyddsrum och Katarinabergets skyddsrum (klart 1957) var världens största atombombssäkra civila skyddsrum. Det senare kunde ge plats åt 20 000 människor. Båda nyttjas som parkeringshus i fredstid.
I slutet av 1970-talet ändrades efterkrigstidens planeringsinriktning. Nu skulle det byggas skyddsrum i ett stort antal orter, också i de större städernas centrala delar. I samband med varje bygglovsansökan vid nybyggnader eller tillbyggnader krävdes ett så kallat skyddsrumsbesked, där kommunen bestämde hur många nya skyddsrumsplatser det skulle anordnas av byggherren. Sedan det kalla kriget upphörde kring 1990, och risken för storkrig i Europa därmed minskat kraftigt, byggs det mycket få allmänna skyddsrum i Stockholm och i övriga Sverige.
År 2010 fanns det omkring 14 500 skyddsrum av varierande storlek med sammanlagt ca 1,7 miljoner platser i Stockholms län. Ett typiskt "normalskyddsrum" i Stockholm byggt på 1970- eller 1980-talet är ett specialkonstruerat källarutrymme med lägenhetsförråd i ett vanligt hyreshus. Skyddsrumsklassade anläggningar ska kunna ställas i ordning för sitt ändamål som skyddsrum inom 48 timmar.
Sedan 1998 har även 260 skyddsrum avvecklats i Stockholms län. Om den just nu låga hotbilden mot Sverige skulle förändras, räknar myndigheterna med att det sker långsamt och då kommer man att ha tid att bygga ikapp med nya skyddsrum. Ungefär 190 000 personer, eller 10 procent av befolkningen i länet, skulle inte få plats i de skyddsrum som finns idag.

## Andra världskrigets skyddsrum och luftskydd

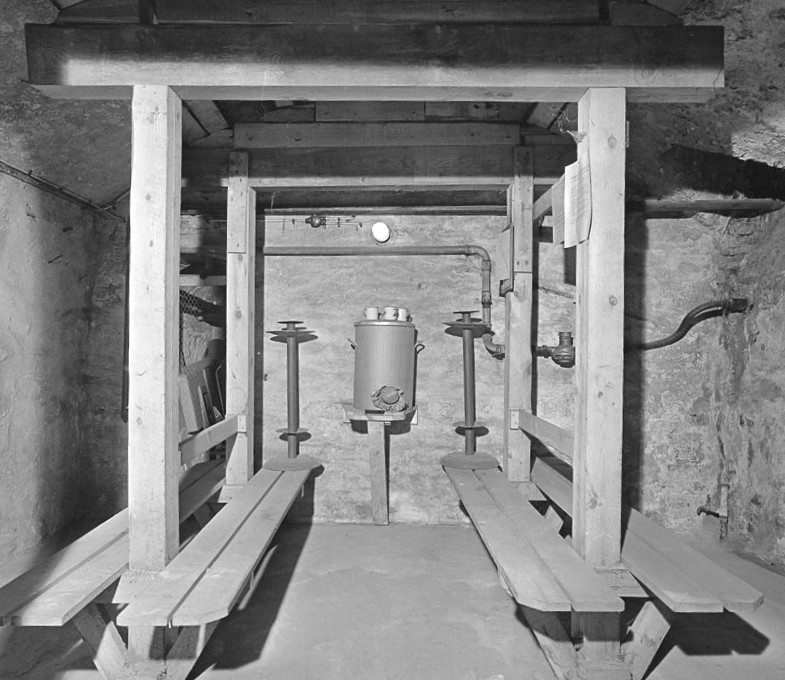
Ett provisoriskt skyddsrum från andra världskriget i källaren Köpmangatan 7, Gamla stan.

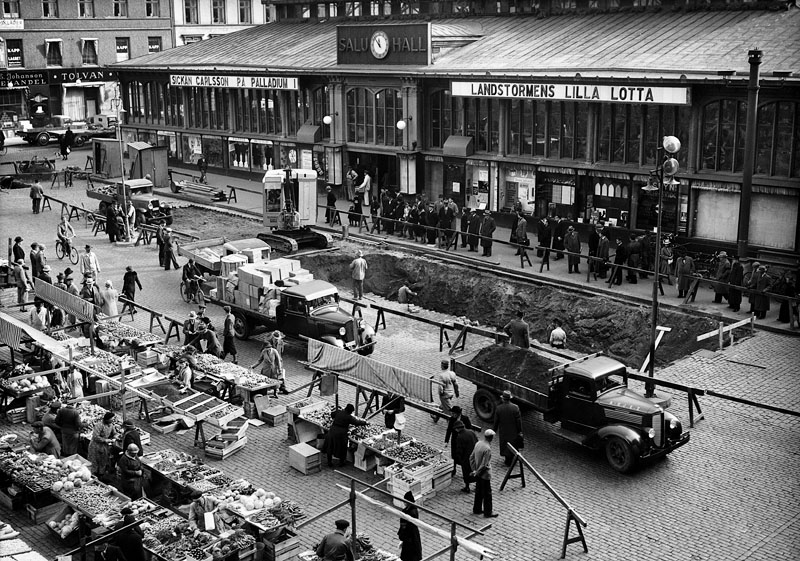
Hötorgets skyddsrum, 1939.

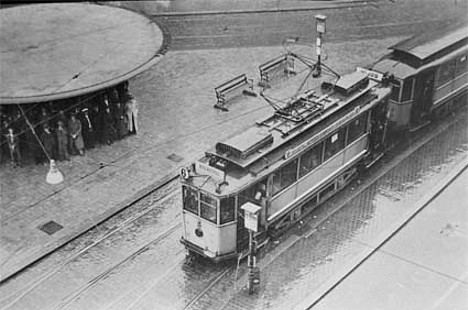
Övning under "Svampen", 1943.

Under mellankrigstidens senare del blev frågan om ett civilt luftskydd aktuell. Innan dess fanns inget skydd för allmänheten mot angrepp från luften. År 1938, ett år innan utbrottet av andra världskriget, tog Stockholms stadsfullmäktige upp frågan om inrättande av ett antal större skyddsrum i Stockholm. Man framhöll att det "under de senaste oroliga veckorna framstått som en brådskande och oerhört viktig angelägenhet att Stockholms stad på ett effektivt sätt sörjer för befolkningens skyddande mot eventuella anfall från luften".
År 1939 påbörjades dels ett 15-tal skyddsrum, insprängda i berg, för vartdera 300 personer, dels Nordiska kompaniets skyddsrum för personal och kunder med kapacitet för 2 000 personer. Samma år satte man även igång med ett större skyddsrum under Hötorget, avsett för 4 000 personer inklusive varuhusets PUBs personal och kunder. Totalt hade stadsfullmäktige anslagit 3,5 miljoner kronor till offentliga skyddsrum. Det anlades även icke offentliga skyddsrum, som den under Artillerigården på Östermalm. Artillerigårdens skyddsrum, bestående av två anläggningar, var avsett att ge skydd åt den tjänstgörande militära personalen på Artillerigården vid ett eventuellt flyganfall mot Stockholm. Båda skyddsrummen är identiskt utförda och består av fyra rum cirka fem meter under marken. Varje rum är 30 m² stort och totalt skulle cirka 320 personer få plats i båda skyddsrummen.
Under intrycket av krigsutbrottet bedrevs arbetena med Hötorgets skyddsrum i tre skift. Byggarbetena började framför gamla Hötorgshallen i oktober 1939, några veckor efter utbrottet av andra världskriget. Torghandeln fick flytta, sedan grävdes i princip hela Hötorget upp och redan på sommaren 1940 var anläggningen färdig, till en kostnad av 1 060 000 kr i dåtidens penningvärde.
Flera nya skyddsrum sprängdes in i berget och i vissa offentliga byggnader iordningställdes skyddsrum för allmänheten, exempelvis i lokaler för Stockholms stadsmuseum. Hemskydd hade tidigare organiserats i fastigheterna och överståthållarämbetet ålade nu också fastighetsägarna att göra upp planer för skyddsrum i hyreshusen. I många fall satte man genast i gång med att utföra förstärkningsarbeten i källarna. Dessa mindre skyddsrum för mellan 25 och 50 personer skulle minst skydda mot instörtning av ovanför liggande hus, vara gassäkra och ha åtminstone två utgångar. Ett sådant skyddsrum fanns kvar i källaren av Köpmangatan 7 till långt in på 1960-talet. Vid flyglarm skulle även alarmering via speciella ringsignaler i telefonen och medelst sirener från hustaken ske. Denna sirensignal från hustaken finns fortfarande idag och kallas numera "Viktigt meddelande till allmänheten" och dess funktion testas med regelbundna mellanrum.
Det startades även frivilliga kurser, som anordnades för utbildning i  luftskyddstjänst. I början av december 1939 hade omkring 50 000 personer i Stockholm och dess omgivningar skaffat sig en sådan utbildning. Luftskyddschefen, Erik Forsselius kunde meddela att Stockholms luftskydd nu omedelbart kunde sätta in 45 fullt utrustade brandkårer. Dessutom fanns det 2 000 personer som hade utbildats för  sjukvårdstjänsten. Han beräknade även att 120 000 personer skulle behöva evakueras från centrala Stockholm, av dem hade 75 000 själva ordnat sin inkvartering.
Det fanns obligatorisk och frivillig bortflyttning (evakuering). I Överståthållarämbetets kungörelse av den 8 januari 1940 hette det bland annat: "För skolbarn i de klasser, där elevernas genomsnittsålder är 9–14 år, föreligger skyldighet att bortflytta, obligatorisk bortflyttning. […] Den frivilliga bortflyttningen gäller följande befolkningsgrupper:
1. barn, som ännu icke börjat skolan,
2. skolbarn i åldern 7–8 år,
3. personer, som på grund av ålder, lyte eller varaktigare sjukdom icke äro arbetsföra,
4. blivande mödrar samt
5. vårdare åt personer i grupperna 1–3"

Civilförsvaret genomförde även luftskyddsövningar i Stockholm. Under en sådan övning 1943 uppmanades trafikanter från en spårvagn att söka skydd under "Svampen" på Stureplan. Någon ersättning för förlorad inkomst under larmtillståndet vid övningarna utbetalades dock inte.
Enda gången som Stockholm utsattes för fientlig bombning var i samband med Bombningarna av Stockholm och Strängnäs 1944. Det rörde sig om en militär incident då sovjetiska flygplan under natten 22–23 februari 1944, flygbombade flera platser i södra och norra Stockholm och östra Sverige. Bomber fälldes bland annat på Blidö och Svartlöga i norra Stockholms skärgård, vid Stavsnäs och Järla, vid Eriksdal på Södermalm samt i Strängnäs och i Pershagen vid Södertälje. Om incidenten skedde av misstag eller som provokation och varning råder det delade meningar om.

## Efterkrigstidens befolkningsskyddsrum, utrymningsplaner och ledningscentraler

### Befolkningsskyddsrum

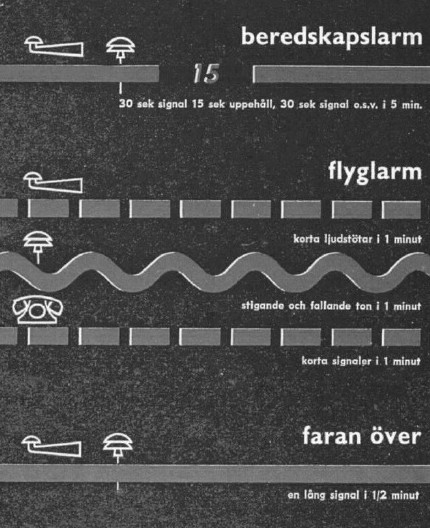
Larmschema från 1961.

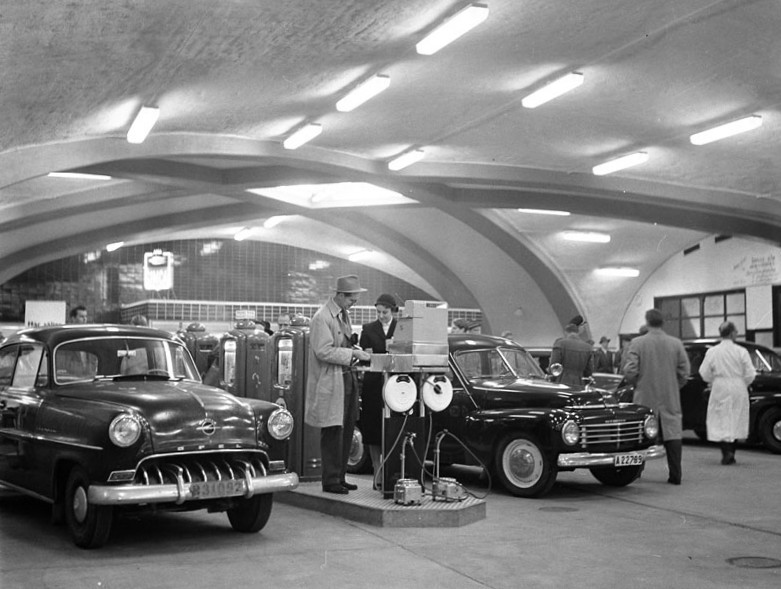
Katarinabergets skyddsrum, 1955.

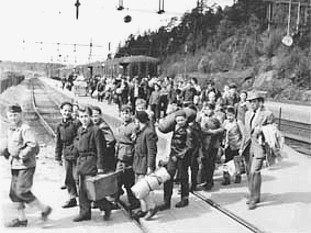
Evakueringsövning för skolbarn, 1954.

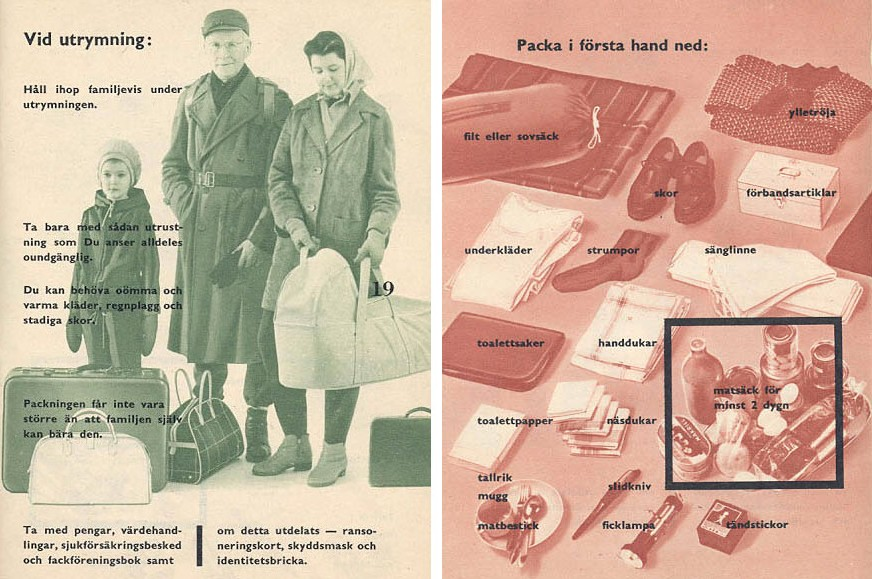
Om kriget kommer, häfte från 1961.

Efter andra världskrigets slut fortsatte den svenska regeringen att hålla hög beredskap för civilbefolkningens luftskydd. Ett nytt hot gjorde dock många äldre skyddsrum obrukbara; kärnvapen. Under kalla krigets tid befarades ett kärnvapenangrepp mot Sverige och Stockholm. Som avskräckning hade landet till och med för avsikt att utveckla en egen atombomb (se Svenska kärnvapenprogrammet). 
År 1947, tre år efter andra världskrigets slut, presenterade Civilförsvarsstyrelsen en utredning om att bygga några stora skyddsrum för civilbefolkningen i Sverige. Utredningen föreslog två typer: bergrumsanläggningar och friliggande betongskyddsrum. Bergrumsanläggningar skulle dimensioneras för ett medeltal på 2 300 skyddssökande personer och friliggande betongskyddsrum för 1 300 personer. Av ekonomiska skäl ville man bygga stora skyddsrum och staten skulle gå in och täcka två tredjedelar av kostnaderna. För att motivera den stora investeringen föreslogs även meningsfull användning i fredstid. 
I tio svenska städer byggdes sedan under 1950-talet 15 större befolkningsskyddsrum med plats för knappt 54 000 skyddssökande. Stockholm fick fyra (Katarina, Klara, Johannes och Skravelberget) följd av Haken i Norrköping, Blandaren i Linköping, Konstapeln i Karlskrona, Arkaden och Domus i Malmö, Kvarnberget och Otterhällan i Göteborg, Krokshallsberget i Borås, Repslagaren i Örebro, Maria i Västerås och slutligen Gröna Kulle som byggdes 1957 under Katrineholms stadshus och var minst av alla.
Under andra världskrigets bombningar mot London och Berlin sökte människor skydd i tunnelbanans stationer. I Stockholm är det inte själva stationsdelen som används som skyddsrum utan ett säkrare utrymme i anslutning till stationen. Stockholms Spårvägar var skyldigt att förse varje tunnelbanestation utanför innerstaden med skyddsrum. I Vällingby presenterades 1960 ett nybyggt skyddsrum för allmänheten med plats för 650 personer, vilket lätt kan nås från tunnelbanestationen. Ett annat sådant skyddsrum finns intill stationen Stora mossen. Idag har Storstockholms Lokaltrafik ansvar för dem.
Några av Stockholms tunnelbanestationer är dock förberedda att fungera som provisoriska, eller "ej fullvärdiga" skyddsrum. På perrongen för Zinkensdamms station finns exempelvis golvfästen för så kallade splitterskyddspelare, det är förberett för vatten och avlopp för tvättrännor, samt fast installerad väggtelefon.
I Stockholm rådde det brist på skyddsrumsplatser samtidigt som det saknades parkeringshus för stadens allt större antal bilar. Att nyttja stadens stora befolkningsskyddsrum som parkeringshus i fredstid var ett tilltalande och kostnadsbesparande koncept. Under 1950- och 1960-talen anlades således flera stora skyddsrum för civilbefolkningen i Stockholm, som kombinerades med bilparkering. Bland dem  "Skyddsrummet Johannes/Philipsongaraget" (yta 7 400 m²), "Skyddsrummet Klara/Vattugaraget" (yta 6 650 m²), "Skyddsrummet Skravelberget" (yta 6 930 m²) och det största; "Katarinabergets skyddsrum" (yta 15 900 m²).
Katarinabergets skyddsrum var på sin tid världens största atombombssäkra civila skyddsrum och uppmärksammades även  internationellt. Bland annat publicerade den amerikanska veckotidskriften LIFE Magazine 1955 på sju sidor artikeln Underground Sweden – ‘Operation Granite’ builds world’s best shelters against a-war och 1959 producerade brittiska BBC en film som visade bland annat Katarinabergets skyddsrum (se "Externa länkar" nederst). Bortsett från dessa stora befolkningsskyddsrum byggdes inga skyddsrum under åren 1957 till 1976 i de största städernas centrala delar. Planeringen styrdes av en hotbild med kärnvapenanfall och befolkningen skulle i händelse av krig utrymmas.

### Evakuering
Myndigheternas ambition var att vid krigshot få bort så många människor som möjligt från områden som kunde tänkas riskera bombanfall. Det kunde till exempel vara industriorter, hamnstäder eller där det fanns militära mål i närheten. Stockholms uppfyllde alla dessa riskmoment. På 1950-talet genomförde Civilförsvaret omfattande övningar då allmänheten måste ta sig till uppsamlingsplatser för att sedan forslas vidare med till exempel buss eller tåg till säkrare orter där olika former av tillfälligt logi förberetts. Uppsamlingsplatserna fanns angivna bland annat i dåtidens telefonkataloger. Utrymningen kunde även ske med privatbilar och om det blev aktuellt enkelriktades alla vägar för utfart från respektive stad.
"Om kriget kommer – vägledning för Sveriges medborgare" hette en skrift som utkom som en nyupplaga i maj 1961, utgiven av Kungliga Civilförsvarsstyrelsen och distribuerad till samtliga hushåll i Sverige. En sektion av häftet behandlade utrymning; hur man skulle bete sig, vad man skulle ha i beredskap hemma, samt hur de utrymmande skulle komma att inkvarteras. Bland annat uppmanades befolkningen att ta med pengar, värdehandlingar, sjukförsäkringsbesked och fackföreningsbok samt om detta utdelats - ransoneringskort, skyddsmask och identitetsbricka. I packningen, som inte skulle vara större än att en familj själv kunde bära densamma ingick även matsäck för minst två dagar. Innan man lämnade hemmet skulle man bland annat dra ner persiennerna och fylla badkaret med vatten.

### Operation Stockholm

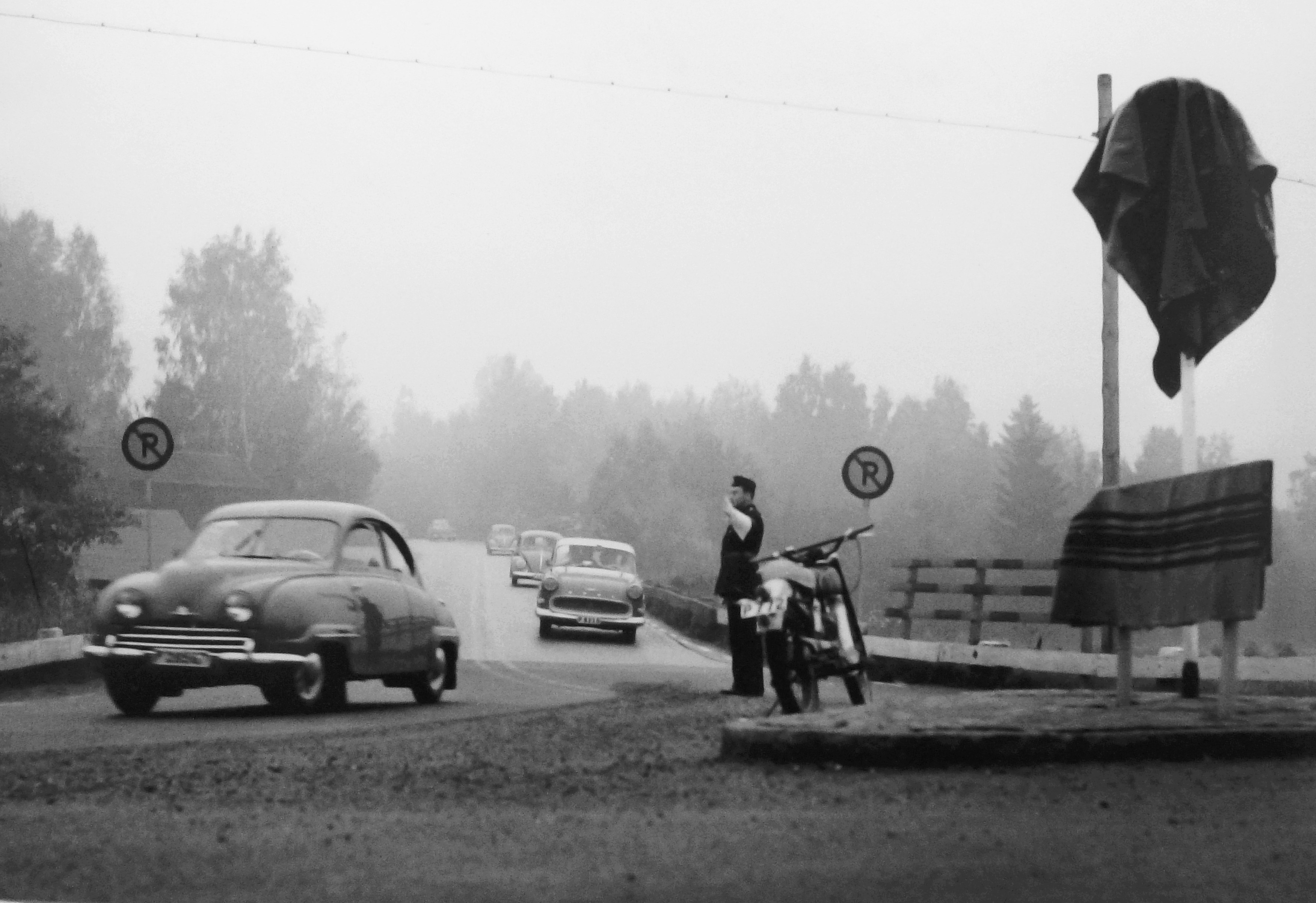
Operation Stockholm 1961.

Operation Stockholm 1961 var en utrymningsövning som ägde rum i Stockholm söndagen den 23 april 1961. Tanken med "Operation Stockholm" var att praktiskt testa organisationen för en utrymning i stor skala. Att pröva allmänhetens kunskaper var inte så viktigt men allmänhetens deltagande skulle göra övningen så realistisk som möjligt. Övningen, som gick ut på att snabbevakuera en del av Stockholms befolkning i krigsfall, berörde drygt 225 000 människor och skulle bli "världens största" utrymningsövning i fredstid, men uppslutningen var sämre än väntat, knappt 30 000 personer deltog, kaos och stillastående bilköer uteblev och övningen kritiserades efteråt. En del av pressen beskrev evenemanget som fiaskoartat och naivt. Stockholms-Tidningen av den 24 april 1961 liknade hela övningen vid en "lagom lång söndagsutflykt i strålande vårväder med god mat och trevlig underhållning". Aftonbladets rubrik på första sidan löd: "För vackert väder för utrymningen!" och Dagens Nyheter talade om "Välfärds-Sverige i det gröna". Andra tidningar frågade sig om det civila samhället verkligen skulle fungera på det viset om atombomben föll över Stockholm.

### Ledningscentraler

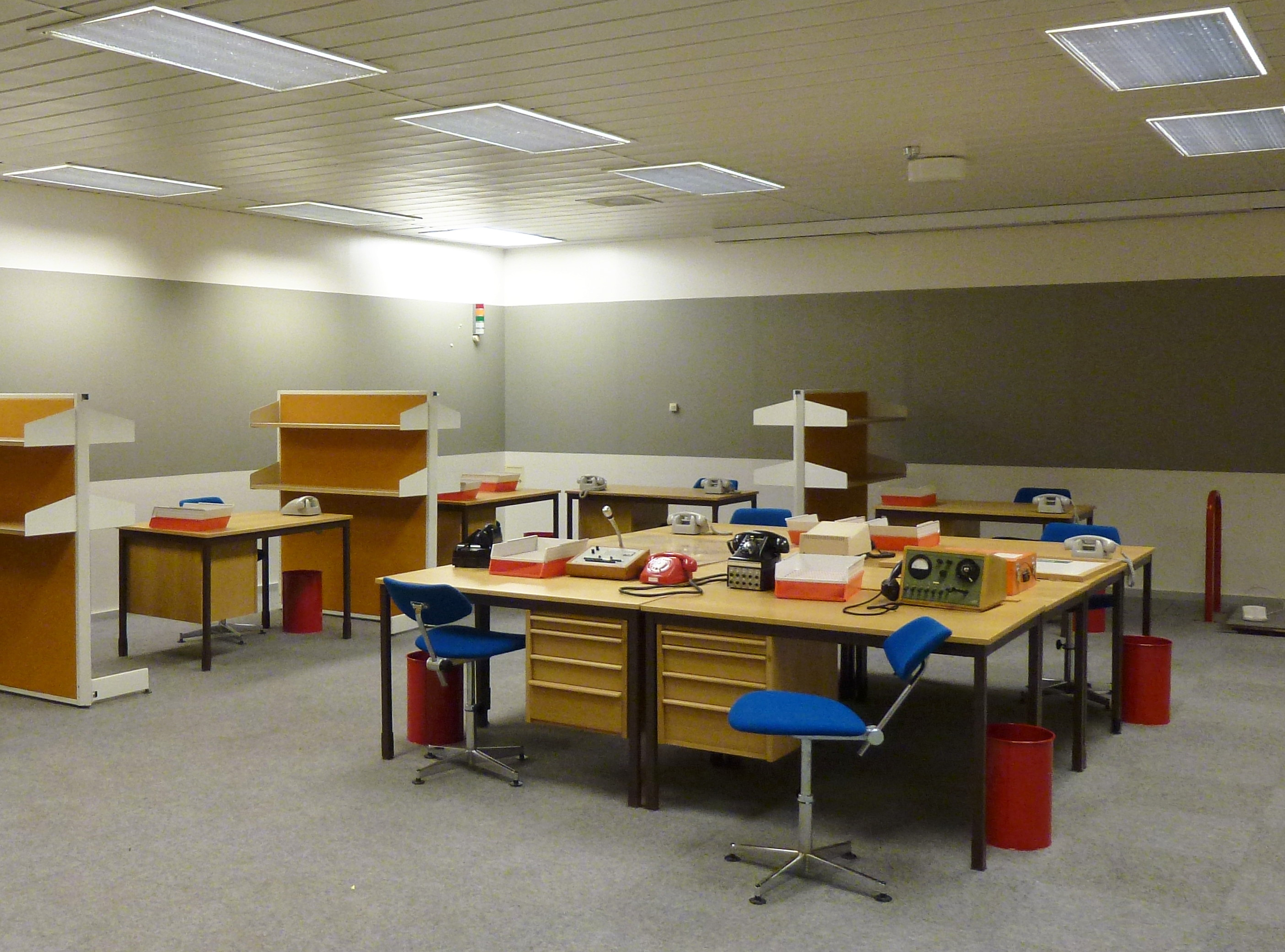
Ordersalen i HC Vargen, efter nedläggningen.

I en kris- eller krigssituation skulle ledning och samordning av det civila samhället skötas från speciella civilförsvarsanläggningar byggda i skyddande bergrum och lokaliserade till städernas utkanter. Här var det tänkt att representanter från kommunen, sjukvården och räddningstjänsten skulle arbeta. För att skydda viktiga samhällsfunktioner uppfördes fullträffsäkra anläggningar som också skulle klara anfall med kemiska vapen och kärnvapen, dock inte direktträff av en atombomb. Storlek på anläggningen berodde på kommunens storlek. Några ledningscentraler förlades i berg, andra låg i ett normalt skyddsrum, exempelvis under kommunalhuset eller en brandstation. I nästan varje kommun inrättades en ledningscentral, exakt hur många som byggdes är oklart.
Norr och söder om  Stockholm byggdes två nästan identiska anläggningar, Elefanten i Sollentuna kommun, och Vargen i Huddinge kommun. Att Elefanten och Vargen utfördes identiska berodde på att krisledningen i en krigssituation skulle kunna flyttas problemfritt mellan anläggningarna och där direkt "känna igen sig". Vargen och Elefanten skiljer sig bara beträffande byggnadernas placering inne i bergrummen.  I motsats till Vargen är Elefanten bevarad i sin helhet och frågan har väckts om byggnadsminnesförklaring. Vargen byggdes om till datahall. I Södertälje fanns en något mindre anläggning som kallades Tordyveln (numera stängd). "Huvudcentraler" (HC) fick namn efter djur och underordnade centraler, så Framskjutna enheter (FE) uppkallades efter växtnamn, exempelvis Nässlan i Midsommarkransen, Maskrosen på Östermalm, Krokusen på Kungsholmen, Liljan i Bromma och Pionen på Södermalm. Under 1970-talet fanns elva framskjutna enheter i Stockholm, varav sex var belägna i bergrum.

## Vistelse i världens största befolkningsskyddsrum

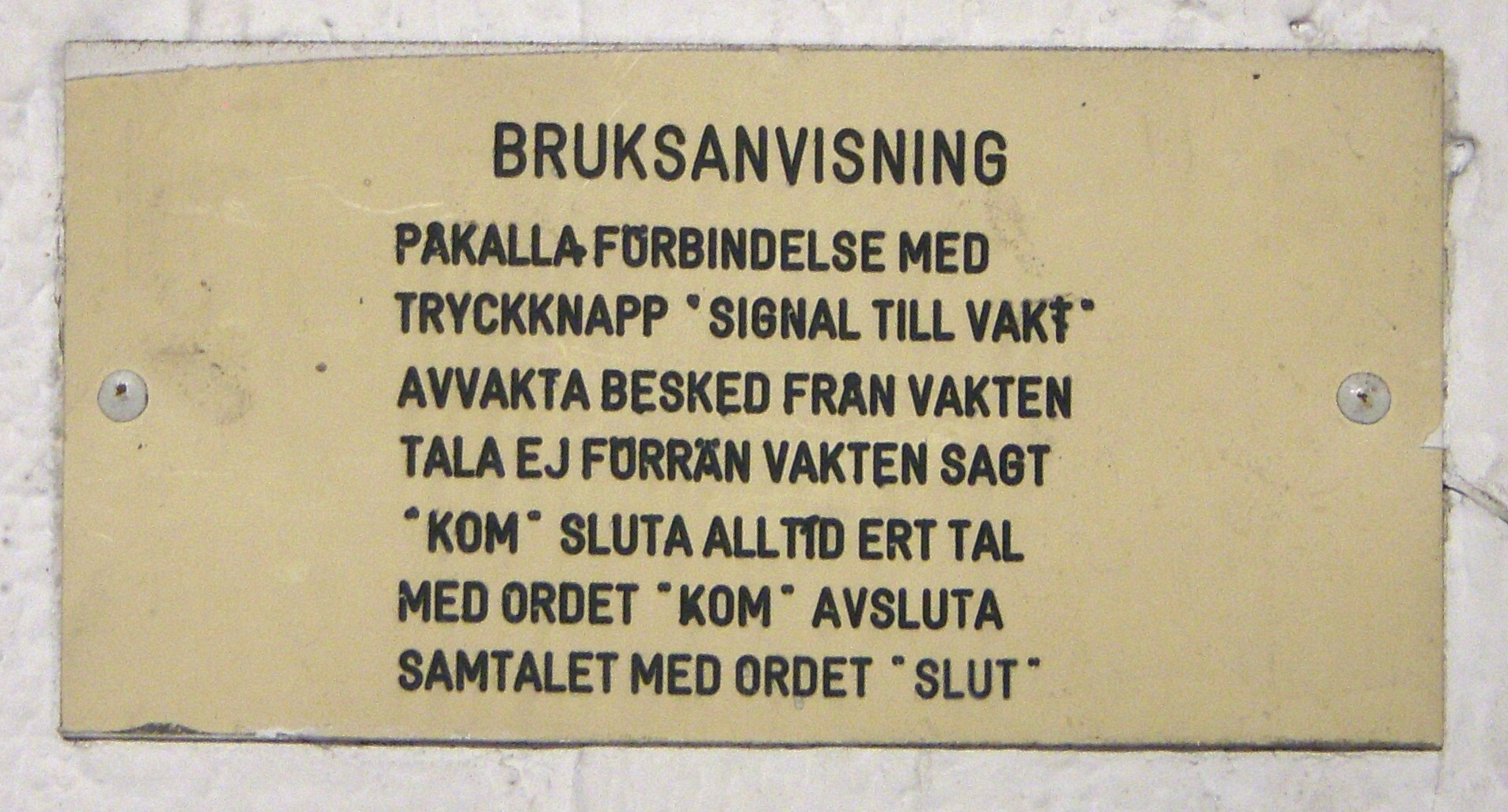
Skylt vid stötvågsport.

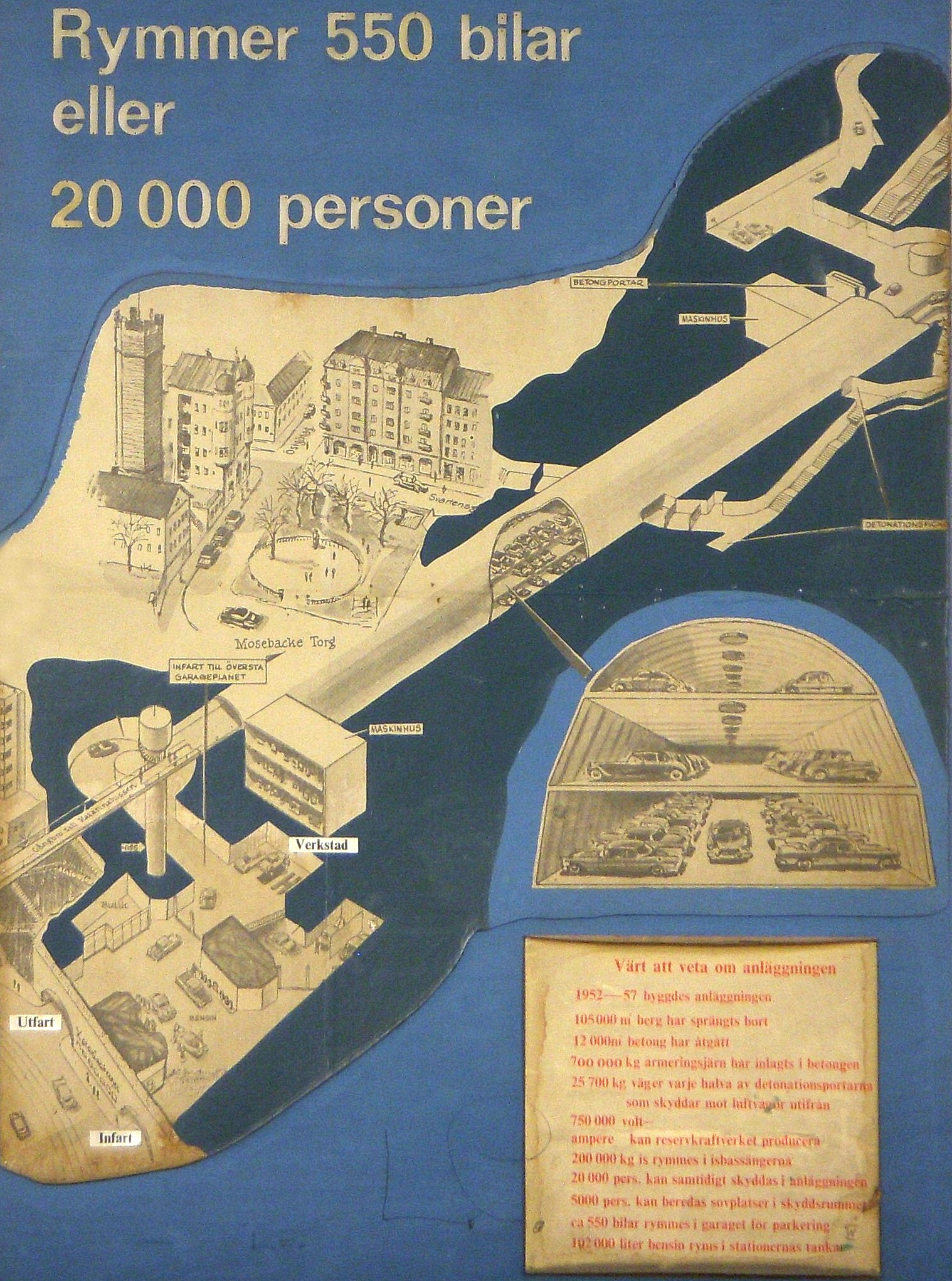
Katarinabergets skyddsrum.

Det blev aldrig aktuellt att använda stadens skyddsrum eller att evakuera stora delar av Stockholms invånare i en krissituation. Men om det hade blivit nödvändigt att exempelvis driftsätta världens största atombombssäkra skyddsrum; Katarinabergets skyddsrum på Södermalm hade 20 000 personer fått plats här. Men det hade inte blivit någon komfortabel vistelse. Utöver rädslan – hur ser Stockholm ut när och om vi kommer ut igen? – skulle det även inneburit en klaustrofobisk upplevelse. På knappt 16 000 m² skulle cirka 20 000 personer fått plats, varav 5 000 kunde beredas sängplatser. Per skyddsrumsplats räknades 0,75 m² och plats för gemensamma funktioner, en dimensionering som fortfarande gäller idag.
Det blev alltså mycket trångt och någon längre vistelsetid som flera dagar eller veckor var inte planerad. Det fanns inga livsmedelsförråd, bara dricksvatten från egen borrad brunn och stadsvatten samt tvättvatten från kylsystemet. För klimatiseringen fanns ventilation, värme och en kraftfull kylanläggning (20 000 människor avger mycket värme), som matades från bassänger med plats för 200 ton is, samt en omfattande luftreningsanläggning. Dessutom förfogade anläggningen över dekontamineringsanläggningarna för rengöring från radioaktivt nedfall och ursprungligen 250 vattentoaletter som senare byttes ut mot torrklosetter. För produktion av elektrisk energi fanns ett eget reservkraftverk som drevs av sju dieselmotorer.
Sedan alla sex 51 400 kg tunga, motordrivna detonationsportar av betong rullades fram och stängdes var skyddsrumsdelen säkrad mot omvärlden. De skyddssökande togs sedan in i omgångar via elva inrymningsvägar genom gasslussarna och förbi betongfyllda stötvågsdörrar. En direktträff hade anläggningen inte klarat, men däremot en detonerande atombomb i närheten. I ett reportage som brittiska BBC gjorde i september 1959 ställde reporter Francis Williams frågan hur länge de skyddssökande kunde ha stannat under jord. En leende tjänsteman från Stockholms stad svarade: "… at least the time we need to clean up out there" ("… minst den tid vi behöver för att rensa upp där ute".) En något naiv inställning kan tyckas idag.

## Ändrad myndighetssyn

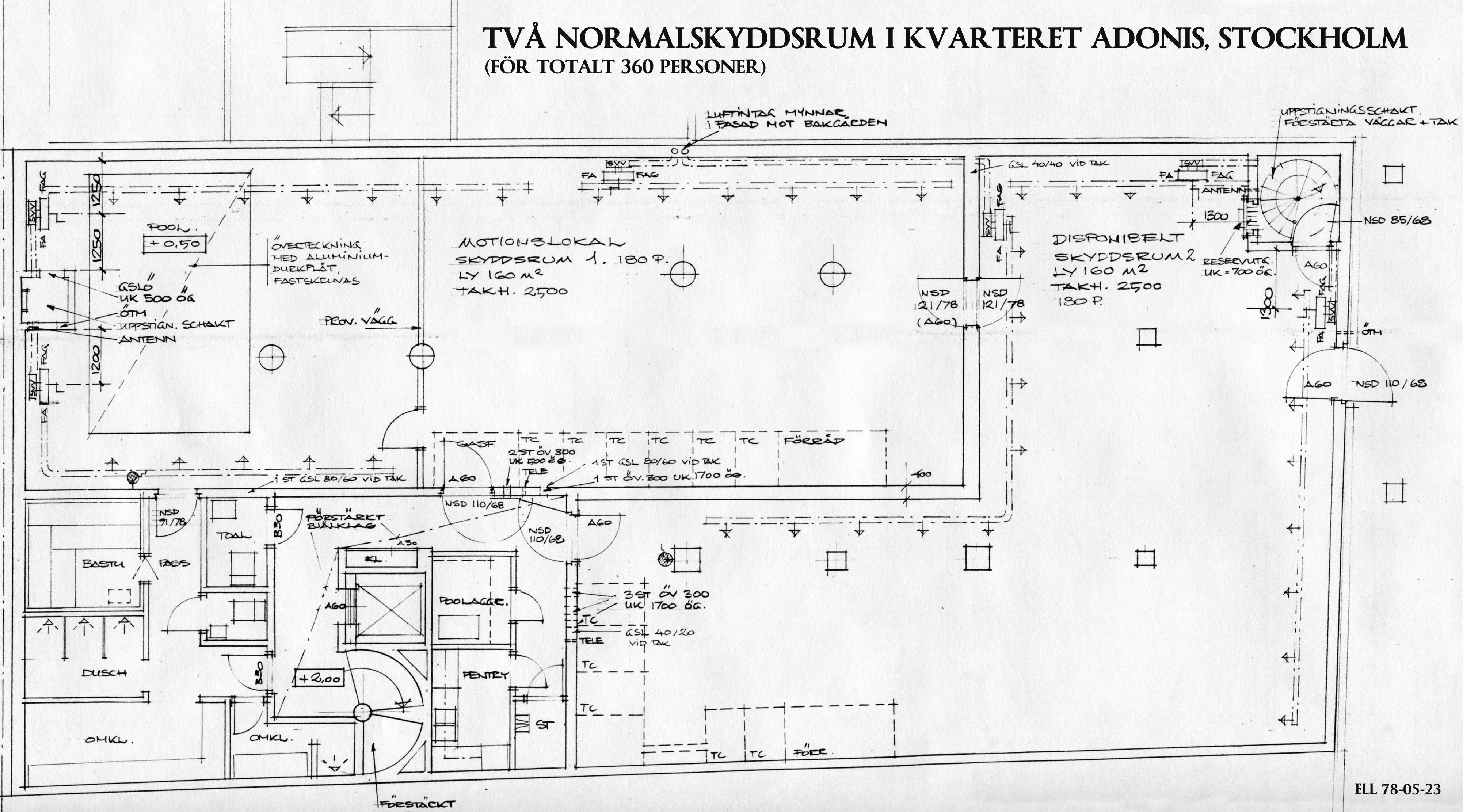
Två normalskyddsrum för 360 personer i kvarteret Adonis (Sveavägen) från 1978.

I slutet av 1970-talet ändrades efterkrigstidens planeringsinriktning med att anordna några enstaka stora befolkningsskyddsrum och samtidig evakuering. Nu skulle det istället byggas mindre, så kallade "normalskyddsrum" i ett stort antal orter, också i de större städernas centrala delar. Under 1980-talet var det många skyddsrumsplatser utförda respektive planerade. Försvarsbeslutet 1987 innebar att skyddsrumsbyggandet i högre grad än tidigare skulle inriktas på sådana områden inom en ort där mer betydande risker ansågs finnas för civilbefolkningen.
I samband med varje bygglovansökan vid nybyggnader eller tillbyggnader krävdes ett skyddsrumsbesked, där kommunen bestämde hur många nya skyddsrumsplatser det skulle behövas. Fanns behov av att anordna nya platser så var det byggherrens skyldighet att låta projektera, bygga och underhålla skyddsrummet. Kommunen betalade, efter godkänd besiktning, ut en schablonmässig ersättning som i regel täckte byggherrens merkostnader. Skyddsrummet kunde i fredstid användas för civila ändamål, oftast som förråd. 
Fastighetsägaren hade dock ansvar att skyddsrummet kunde återställas och tas i bruk inom 48 timmar. I 1992 års försvarsbeslut preciserades ytterligare i vilka områden som skyddsrum och andra former av skydd skulle byggas.

## Nutid

Skyddsrumsskylt.

### Låg hotbild och omvärdering
Sedan 1 september 2006 handläggs frågan om skyddsrum av Myndigheten för samhällsskydd och beredskap, MSB. Sedan det kalla kriget upphörde kring 1990, och risken för storkrig i Europa därmed minskat kraftigt, byggs det mycket få allmänna skyddsrum i Stockholm och övriga Sverige. Genom nya hot som terrordåd och liknande har dock intresset för fungerande skyddsrum stigit igen.
Det finns omkring 14 500 skyddsrum av varierande storlek med sammanlagt ca 1,7 miljoner platser i Stockholms län. Ett typiskt skyddsrum i Stockholm idag är ett källarförråd i en vanlig byggnad. På en nettoyta av exempelvis 160 m² får man plats med 180 personer. Sedan 1998 har 260 skyddsrum avvecklats i Stockholms län. Ungefär 190 000 personer, eller 10 procent av befolkningen i länet, skulle inte få plats i de skyddsrum som finns idag. Om den just nu låga hotbilden mot Sverige skulle förändras, räknar myndigheterna med att det ske långsamt och då kommer man att ha tid att bygga ikapp med nya skyddsrum.
År 2015  beslutade Sveriges regering att återuppta planeringen för civilförsvar. Anledningen är ett nytt säkerhetspolitiskt läge i Sverige. MSB följer numera upp direktiven och bromsar nedläggningen av kommunala civilförsvarsanläggningar.

### Gällande regelverk och besiktningar
Skyddsrumsklassade anläggningar ska kunna ställas i ordning för sitt ändamål som skyddsrum inom 48 timmar. MSB gör med jämna mellanrum besiktning och kontroll av anläggningarna för att säkerställa att regelverket efterlevs och att anläggningarna fungerar. Det innebär att lös utrustning som normalt förvaras i ett speciellt förråd ska vara monterad (exempelvis tillfälliga stålpelare, monterbara gasfång, toaletter, hinkar, verktyg och liknande).
Tidigare genomfördes den här typen av besiktningar ungefär vart 10:e år, men till följd av krympande anslag sker det numera med längre tidsintervall, normalt vart 12:e till 15:e år eller ännu längre. Efter besiktningarna upprättar MSB besiktningsprotokoll, som tillställs fastighetsägaren, som har att åtgärda eventuella brister. De långa besiktningsintervallerna har ledd till att de flesta besiktigade skyddsrum i Stockholm uppvisade allvarliga brister som måste åtgärdas. Att åtgärda ett underkänt skyddsrum kan kosta mycket pengar. De allmännyttiga bolagen i Stockholmsområdet reserverar årligen flera hundratusen kronor för sådana reparationer. Exempelvis avsätter Stockholmshem 250 000 kronor, Svenska Bostäder över än 320 000 kronor och Familjebostäder räknar med runt 300 000 per år.

## Allmänna skyddsrum i urval
Samtliga här uppförda anläggningar finns i Stockholm inom tullarna. Alla är skyddsrumsklassade av MSB, vilket innebär att de alltid skall kunna ställas i ordning för sitt ändamål som skyddsrum inom 48 timmar. I april 2008 överfördes skötseln av 49 anläggningar, från Stockholms brandförsvar till Stockholms fastighetskontor.

### Större skyddsrum över 1000 m²
(Sorterat efter storlek)
- Skyddsrummet Katarinaberget/P-hus Slussen, yta 15 900 m², infart från Katarinavägen och Tjärhovsgatan.
- Skyddsrummet Johannes/Philipsongaraget, yta 7 400 m², infart från Regeringsgatan 109.
- Skyddsrummet Skravelberget, 6 930 m², infart från Birger Jarlsgatan 6.
- Skyddsrummet Klara/Vattugaraget, yta 6 650 m², infart från Rödbodgatan.
- Skyddsrummet Hötorget/Konserthusgaraget, yta 3 035 m², infart från Sveavägen direkt söder om Konserthuset.

### Medelstora skyddsrum över 200 m²
(Sorterat efter storlek)
- Skyddsrummet Igeldammsgaraget, yta 975 m², infart från Igeldammsgatan på Kungsholmen.
- Bergrum Luxgatan, yta 800 m², ingång från Luxgatan, Lilla Essingen.
- Skyddsrummet Slottsbacken, yta 650 m², ingång söder om Slottsbacken.
- Bergrum Erstaklippan, yta 304 m², ingång från Stadsgårdsleden.
- Bergrum Timmermansgatan, yta 245  m², ingång från slutet av Timmermansgatan.
- Bergrum Kolargatan, yta 238 m², ingång från Kolargatan.
- Bergrum Vanadislunden, yta 212 m², ingång från Sveavägen.
- Bergrum Olof Dalins väg, yta 210 m², ingång från Olof Dalins väg.
- Bergrum Liljeholmsvägen, yta 210  m², ingång från Liljeholmsvägen.
- Bergrum Rålambshovsvägen, yta 209 m², ingång från Rålambsvägen.
- Bergrum Torsgatan, yta 207 m², ingång från Torsgatan.
- Bergrum Allhelgonagatan, yta 200 m², ingång genom T-baneingång Skanstull Norra.
- Bergrum Bolindersplan, yta 200 m², ombyggd transporttunnel till T-banan.
- Bergrum Hornsgatan,  yta 200 m², ingång genom fastighet.
- Bergrum Renstiernas gata (del av Pionen), yta 200 m², ingång Renstiernas gata 35.
- Bergrum Valhallavägen, yta 200 m², ombyggd transporttunnel till T-banan.

### Mindre skyddsrum mellan 150 m² och 200 m²
(Urval)
- Bergrum Kungsholmsgatan, yta 188 m², i Kungsklippan ingång från Kungsholmsgatan
- Bergrum Tegnérgatan, yta 184 m², infart från Torsgatan under Barnhusbron
- Bergrum S:t Eriksparken, yta  184 m², ingång från Dalagatan/Norra Stationsgatan (numera igenmurat)
- Bergrum Hälsingehöjden, yta 180 m², ingång från Frejgatan
- Bergrum Floras Kulle, yta 180 m², under Humlegården vid Karlavägen/Sturegatan
- Bergrum Balders hage, yta 180 m², under Balders hage, ingång från Verdandigatan.
- Bergrum Söder Mälarstrand, yta 160 m², ingång från Söder Mälarstrand
- Bergrum under Engelbrektskyrkan, 1961 förvandlat till Engelbrektskyrkans kolumbarium

### Bilder

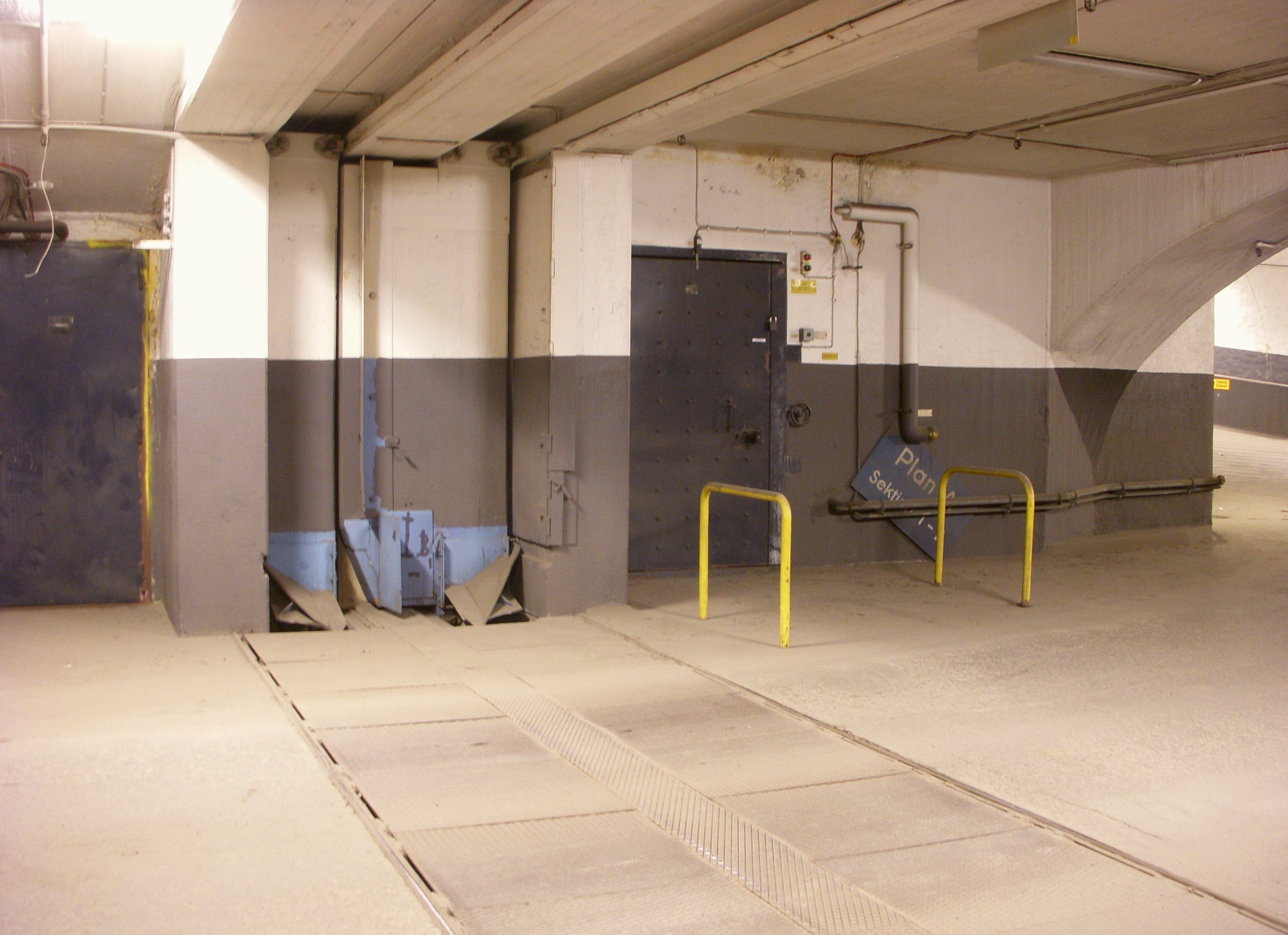
Detonationsportar i Katarinabergets skyddsrum.
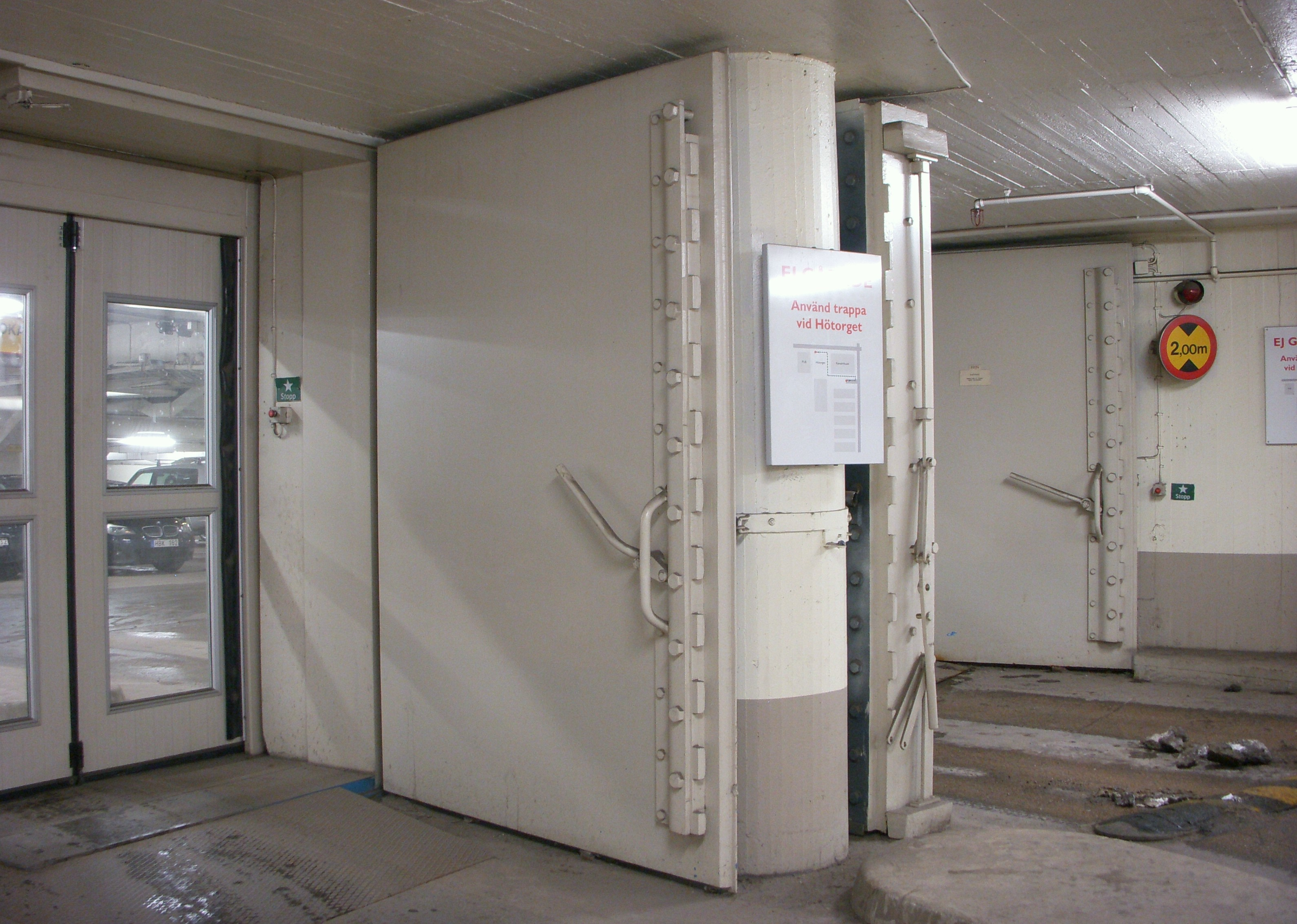
Detonationsportar i Skyddsrummet Hötorget.
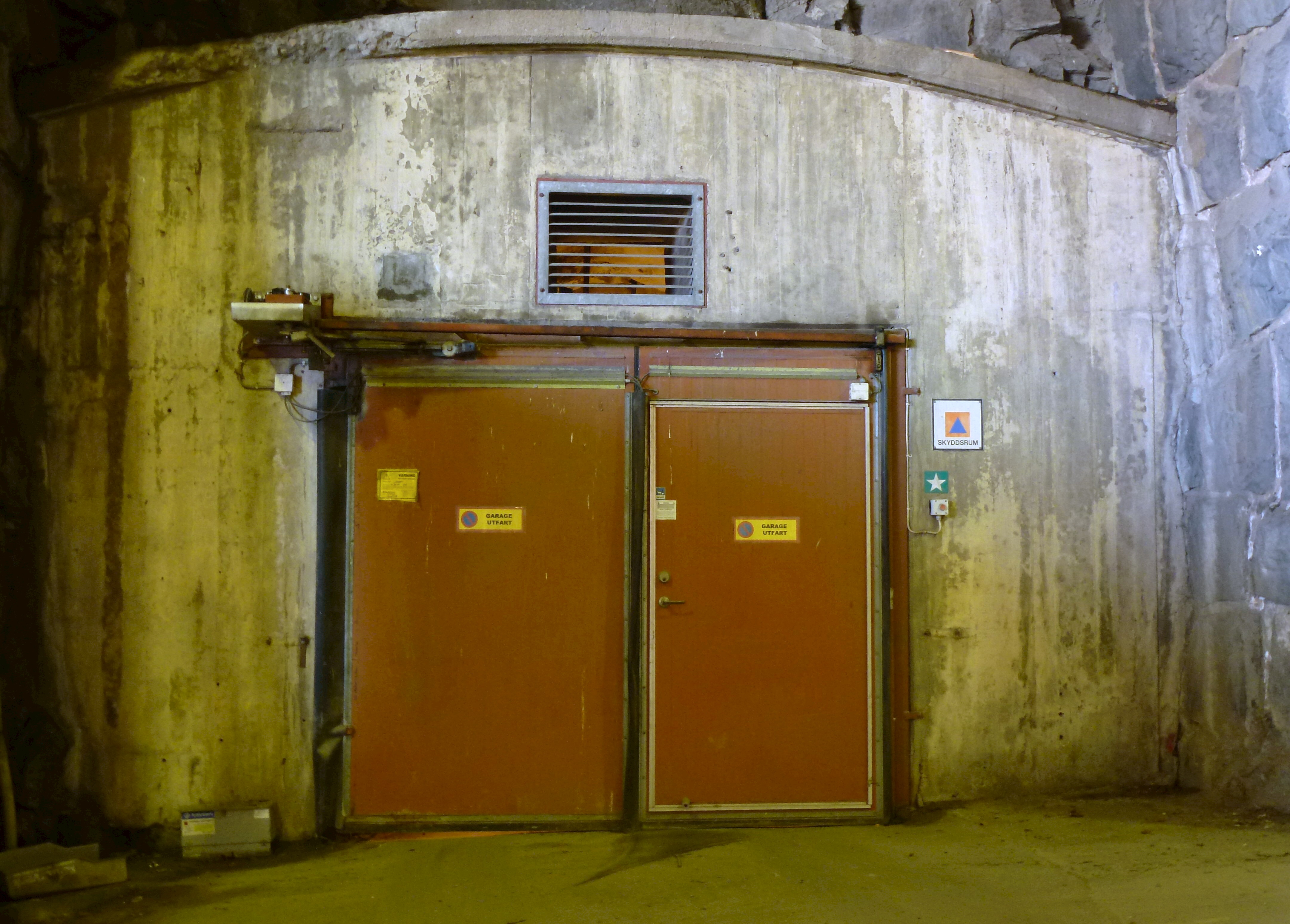
Ingång till skyddsrum Tegnérgatan.
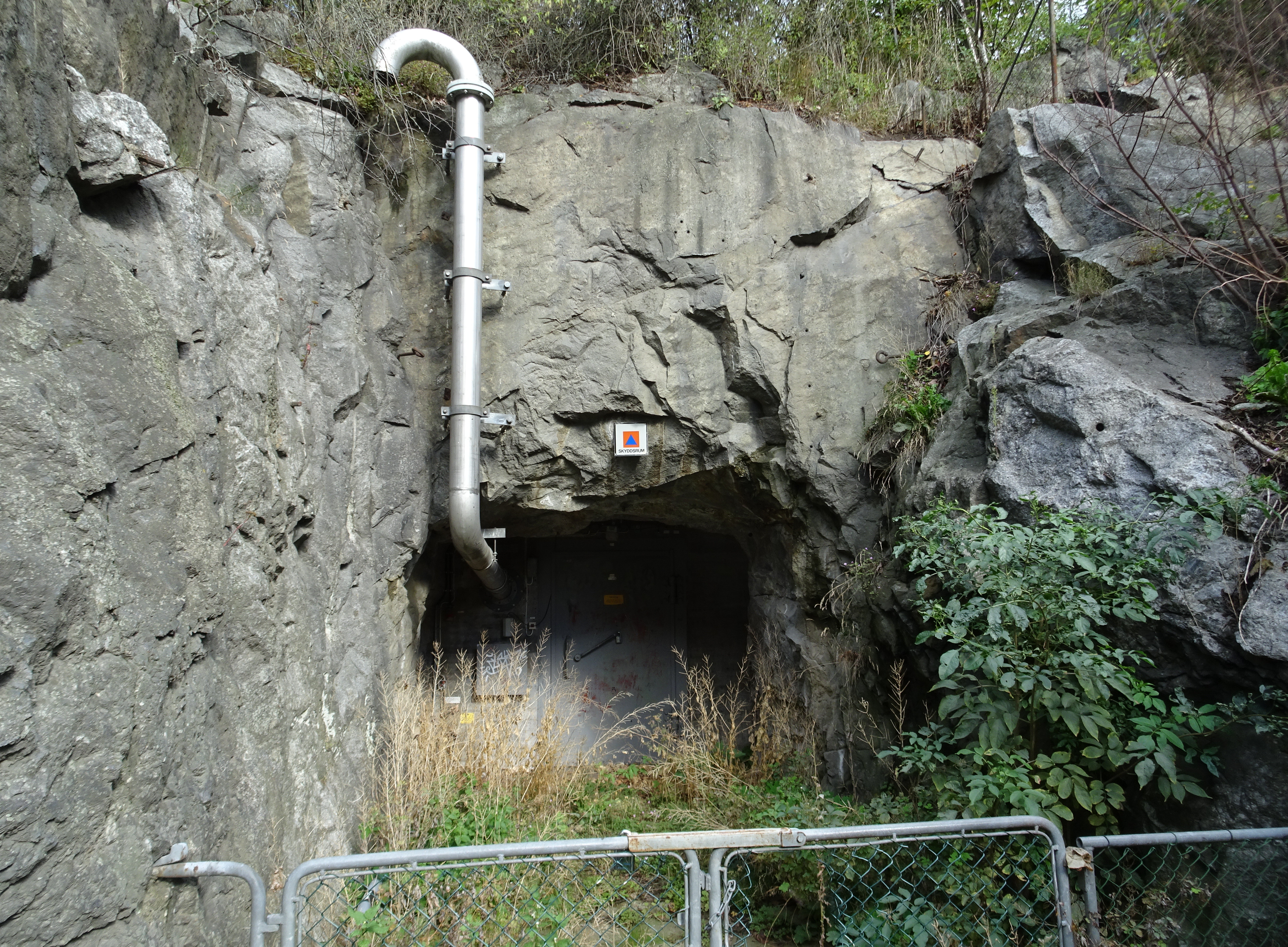
Ingång till skyddsrum Balders hage.

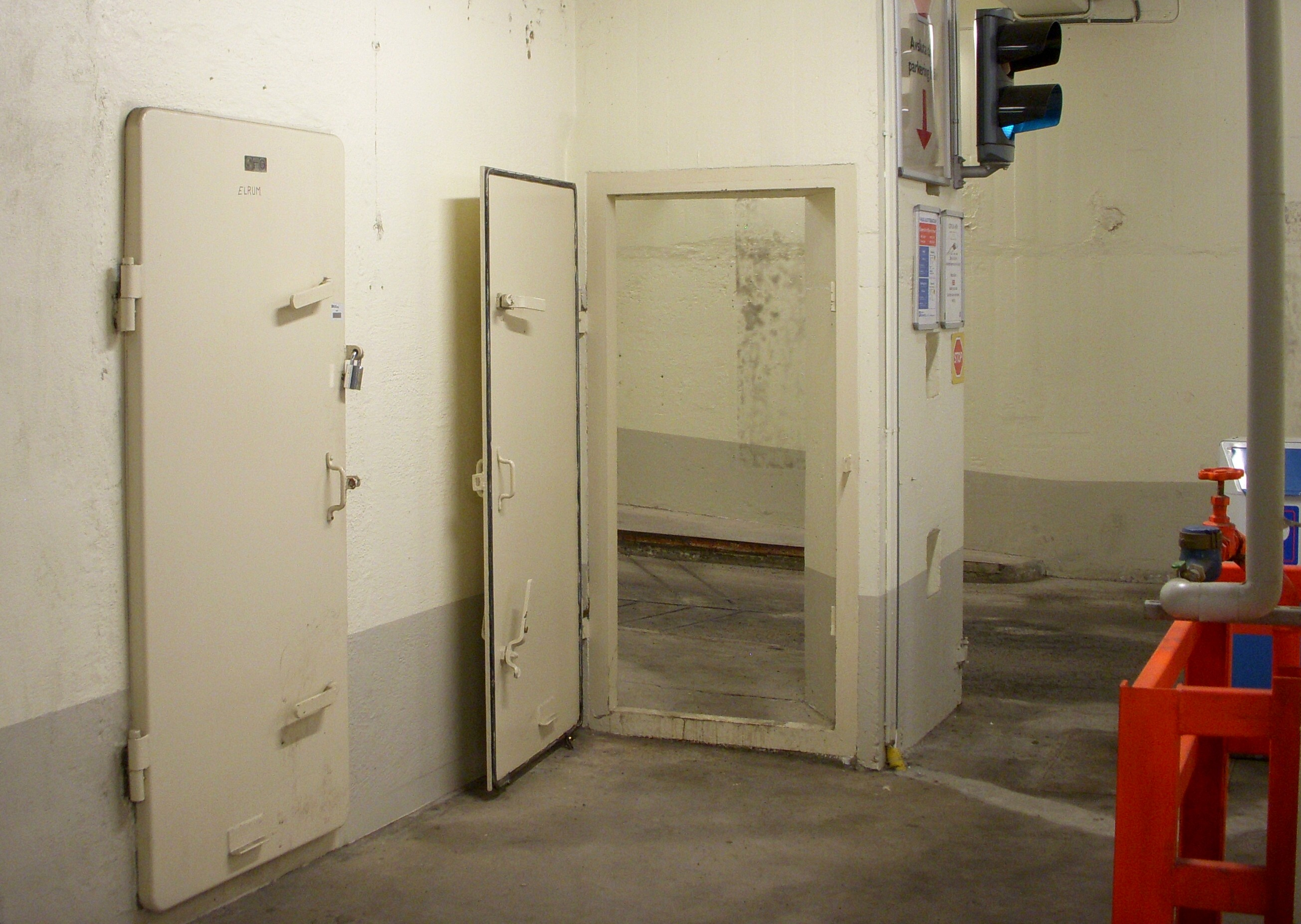
Skyddsrummet Slottsbacken.
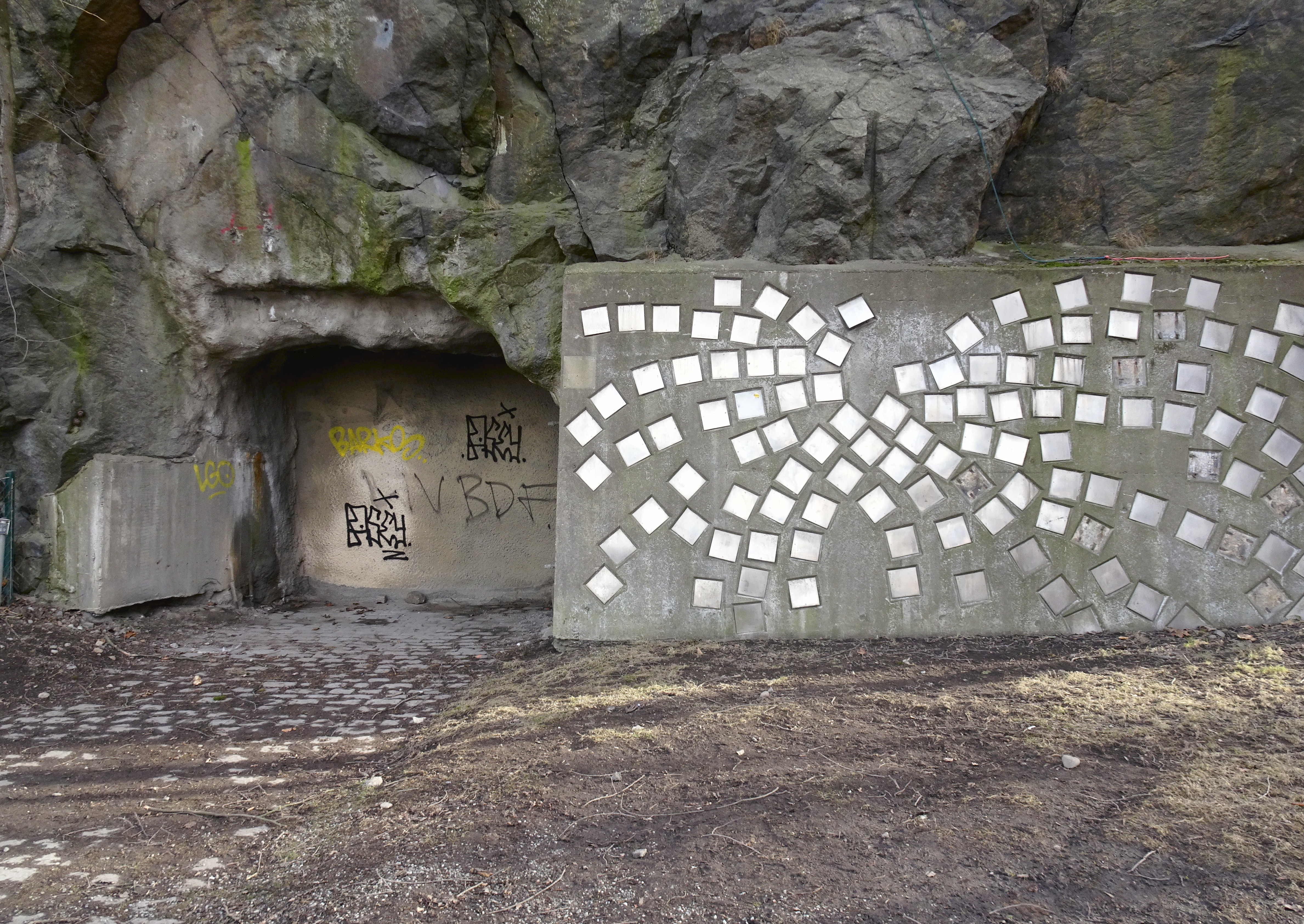
Ingång till skyddsrum S:t Eriksparken.
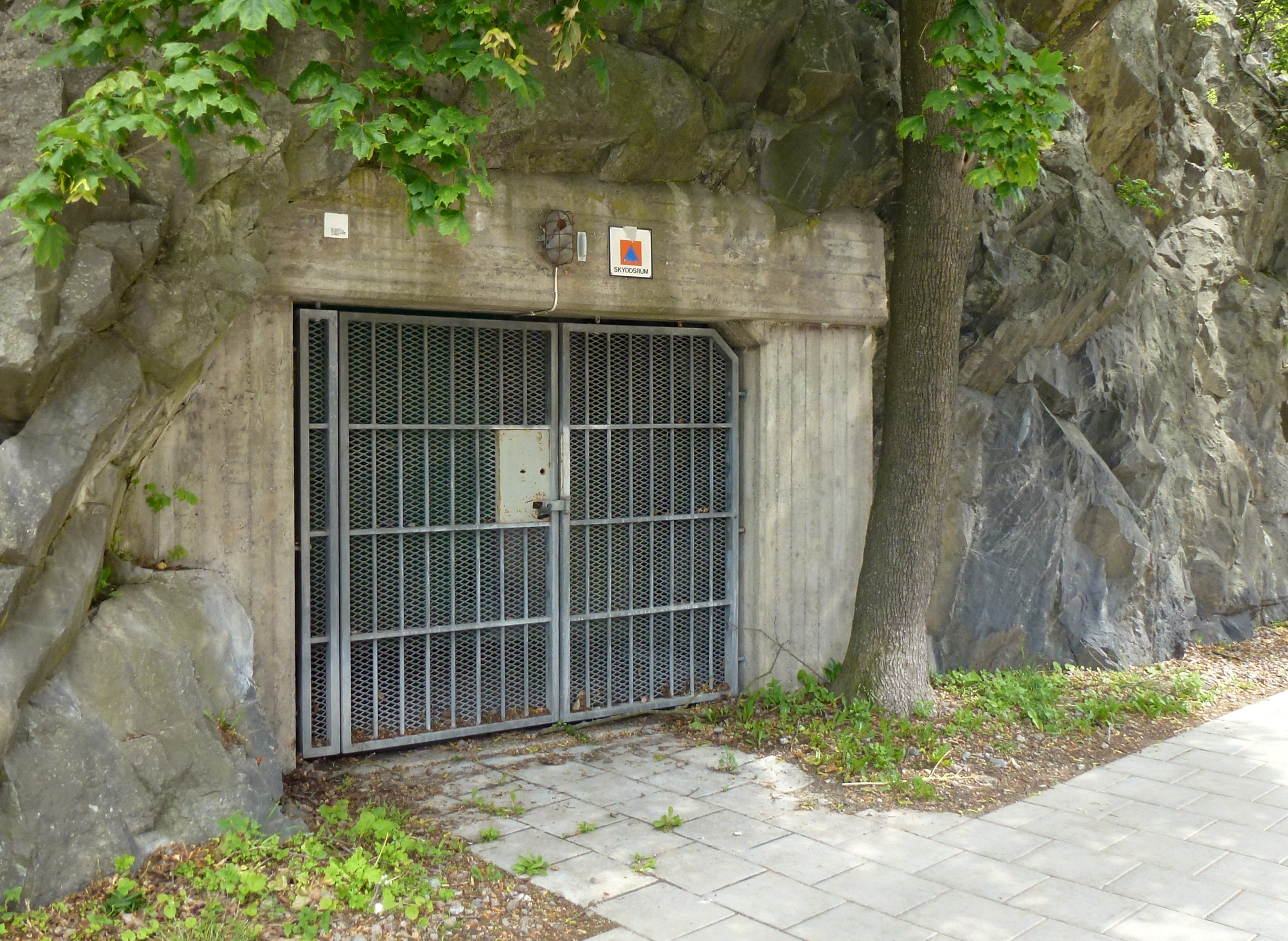
Ingång till bergrum Torsgatan (bakom gallergrinden).
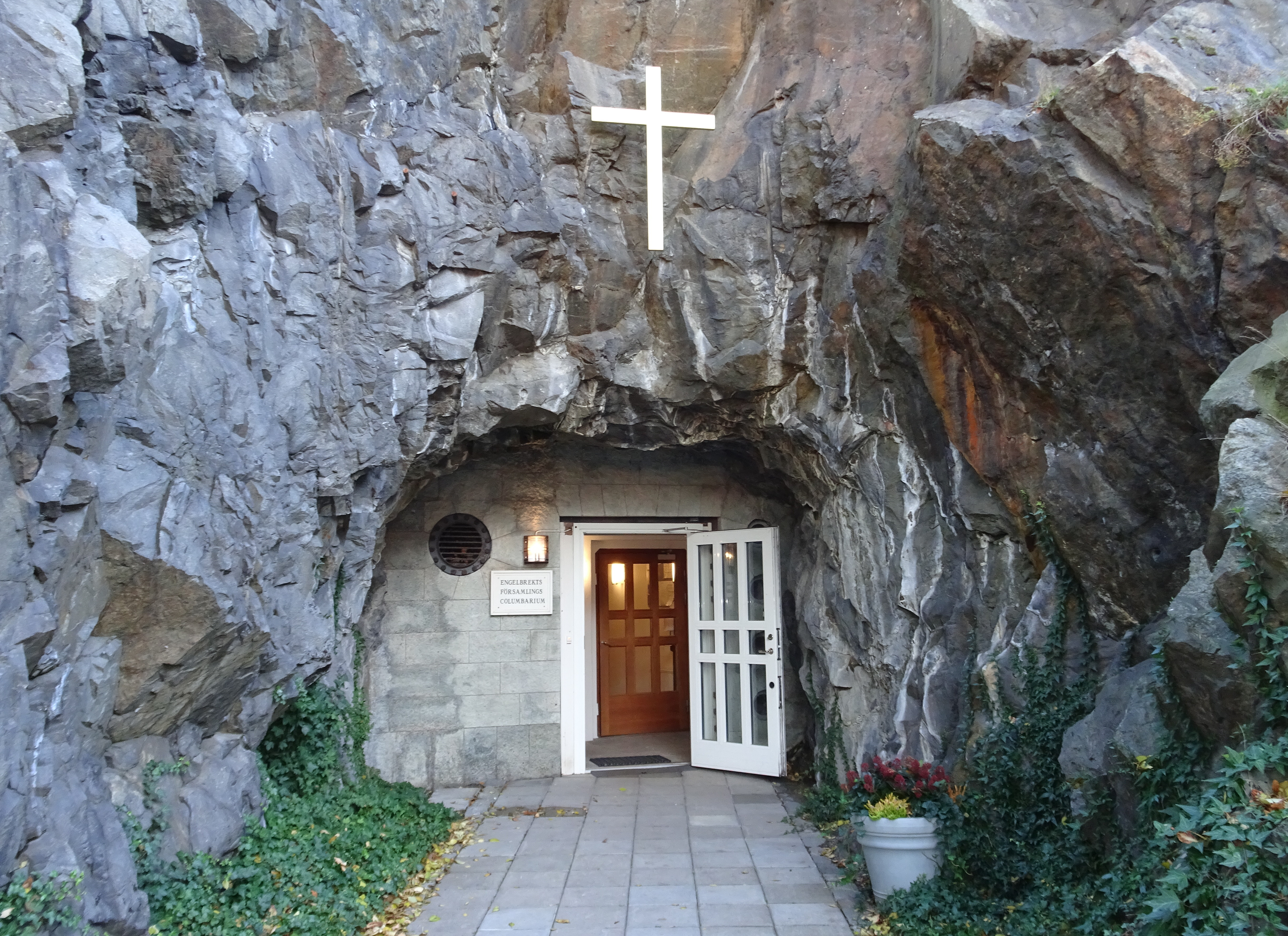
Ingång till Engelbrektskyrkans kolumbarium (f.d. skyddsrum).